# Wickie und die starken Männer (2014)
Wickie und die starken Männer ist eine 2014 entstandene deutsch-österreichisch-französische 3D-Animationsserie. Sie basiert auf der 40 Jahre zuvor erstmals ausgestrahlten Zeichentrickserie des ZDF, Wickie und die starken Männer (1974); beide Serien gehen zurück auf die Kinderbuchreihe um den Wikingerjungen Wickie (Wickie und die starken Männer und weitere Bände) des schwedischen Autors Runer Jonsson. 
Nach Die Biene Maja von 2013 ist die Serie der zweite Anime-Klassiker aus den 1970er Jahren, den das ZDF als Animationsserie neu aufgelegt hat.

## Handlung
Wickie ist ein kleiner Junge mit rotblondem, schulterlangem Haar, der mit seinen Eltern Ylva und Halvar, dem Dorfhäuptling, im kleinen Wikingerdorf Flake lebt. Er ist kein typischer Wikingerjunge, sondern von Natur aus ängstlich und nicht besonders stark. Dafür überzeugt er durch seine ausgeprägte Intelligenz, mit der er den Erwachsenen und Freunden auch in scheinbar ausweglosen Situationen immer wieder beisteht und ihnen zur Lösung verhilft.
Gemeinsam mit Halvar und seiner Schiffsmannschaft aus mehr oder weniger „starken“ Männern erlebt Wickie in jeder Folge neue gefährliche oder lustige Abenteuer. Er muss sich anfangs gegen die Skepsis der Mannschaft durchsetzen, entwickelt sich aber schnell zum Maskottchen, ohne das die Wikinger gar nicht mehr auf Reisen gehen wollen.

## Episodenliste
| Nr. | Dt. Titel                                                   | Erstausstrahlung (ZDF/Kika) |
| --- | ----------------------------------------------------------- | --------------------------- |
| 01  | Die Königin der Winde                                       | 19. Apr. 2014               |
| 02  | Die Sternschnuppe                                           | 19. Apr. 2014               |
| 03  | Der Donnergott                                              | 20. Apr. 2014               |
| 04  | Das Höhlenmonster                                           | 20. Apr. 2014               |
| 05  | Wasser auf die Mühlen                                       | 18. Apr. 2014               |
| 06  | Die falsche Schatzinsel                                     | 18. Apr. 2014               |
| 07  | Wickie oder Gilby                                           | 18. Apr. 2014               |
| 08  | Der Zauberkessel                                            | 18. Apr. 2014               |
| 09  | Der weltbeste Krieger                                       | 19. Apr. 2014               |
| 10  | Eingeseift                                                  | 18. Apr. 2014               |
| 11  | Gilby auf großer Fahrt                                      | 19. Apr. 2014               |
| 12  | Flake steht Kopf                                            | 19. Apr. 2014               |
| 13  | Snorre hat’s voll drauf                                     | 21. Apr. 2014               |
| 14  | Auf dem Goldacker                                           | 18. Apr. 2014               |
| 15  | Gorms Möwe                                                  | 19. Apr. 2014               |
| 16  | Die Höhle der gefrorenen Stimmen                            | 18. Apr. 2014               |
| 17  | Tanz mit dem Wolf                                           | 19. Apr. 2014               |
| 18  | Das Drachenbootrennen                                       | 19. Apr. 2014               |
| 19  | Auf dem Holzweg                                             | 19. Apr. 2014               |
| 20  | Halvars Prüfung                                             | 19. Apr. 2014               |
| 21  | Das Ungeheuer                                               | 19. Apr. 2014               |
| 22  | Thors Urteil                                                | 20. Apr. 2014               |
| 23  | Kapitän Ente                                                | 21. Apr. 2014               |
| 24  | Der Glücksbringer                                           | 19. Apr. 2014               |
| 25  | Die unsichtbare Rüstung                                     | 19. Apr. 2014               |
| 26  | Der Springteufel                                            | 18. Apr. 2014               |
| 27  | Der Gesang der Meerjungfrau                                 | 19. Apr. 2014               |
| 28  | Bärenalarm                                                  | 21. Apr. 2014               |
| 29  | Weihnachten in Flake                                        | 03. Mai 2014                |
| 30  | Rettet den Wolf                                             | 18. Apr. 2014               |
| 31  | Faxe und der Wal                                            | 19. Apr. 2014               |
| 32  | Angriff der Stinkwanzen                                     | 20. Apr. 2014               |
| 33  | Thors Hammer                                                | 19. Apr. 2014               |
| 34  | Befreit Ylvi                                                | 18. Apr. 2014               |
| 35  | Der goldene Vogel                                           | 06. Mai 2014                |
| 36  | Unter der Erde                                              | 06. Mai 2014                |
| 37  | Applaus für Ylva                                            | 20. Apr. 2014               |
| 38  | Siegestanz                                                  | 07. Mai 2014                |
| 39  | Der Wegezoll                                                | 08. Mai 2014                |
| 40  | Kampf mit dem Stier                                         | 08. Mai 2014                |
| 41  | Der falsche Druide                                          | 09. Mai 2014                |
| 42  | Die Insel der Träume                                        | 09. Mai 2014                |
| 43  | Ein wahrer Wikinger                                         | 10. Mai 2014                |
| 44  | Schiffbrüchige                                              | 10. Mai 2014                |
| 45  | Haremsfrauen                                                | 11. Mai 2014                |
| 46  | König Snorre                                                | 11. Mai 2014                |
| 47  | Nächtlicher Diebstahl                                       | 12. Mai 2014                |
| 48  | Ausgetrickst                                                | 12. Mai 2014                |
| 49  | Die Urlaubsinsel                                            | 13. Mai 2014                |
| 50  | Die Beerenschlacht                                          | 13. Mai 2014                |
| 51  | Das unschlagbare Schwert: Der Wasserfall – Teil 1           | 20. Apr. 2014               |
| 52  | Das unschlagbare Schwert: Das Geheimversteck – Teil 2       | 20. Apr. 2014               |
| 53  | Das unschlagbare Schwert: Halvars Leidenschaft – Teil 3     | 20. Apr. 2014               |
| 54  | Im Götterhimmel                                             | 15. Mai 2014                |
| 55  | Gemeinsam sind wir stark                                    | 16. Mai 2014                |
| 56  | Der Drachenbootführerschein                                 | 16. Mai 2014                |
| 57  | Das große China-Abenteuer: Vom Wirbelsturm verweht – Teil 1 | 19. Apr. 2014               |
| 58  | Das große China-Abenteuer: Drachenboot auf Rädern – Teil 2  | 19. Apr. 2014               |
| 59  | Das große China-Abenteuer: Aufruhr im Bambuswald – Teil 3   | 19. Apr. 2014               |
| 60  | Prinzessin Badoura                                          | 18. Mai 2014                |
| 61  | Der Krake                                                   | 19. Mai 2014                |
| 62  | Auf den Kopf gestellt                                       | 19. Mai 2014                |
| 63  | Ylvi in Not                                                 | 20. Mai 2014                |
| 64  | Olympische Spiele                                           | 20. Mai 2014                |
| 65  | Die verflixte Kuh                                           | 21. Mai 2014                |
| 66  | Pilze sammeln                                               | 21. Mai 2014                |
| 67  | Svens Schiffbruch                                           | 22. Mai 2014                |
| 68  | Pirat Gilby                                                 | 22. Mai 2014                |
| 69  | Wer ist Bernhard?                                           | 23. Mai 2014                |
| 70  | Auf den ersten Blick                                        | 23. Mai 2014                |
| 71  | Wal in der Patsche                                          | 24. Mai 2014                |
| 72  | Opa aus dem Eis                                             | 24. Mai 2014                |
| 73  | Schöne Bescherung!                                          | 25. Mai 2014                |
| 74  | Ivar Einbein                                                | 25. Mai 2014                |
| 75  | Aufstand in Flake                                           | 26. Mai 2014                |
| 76  | Das Baumhaus                                                | 26. Mai 2014                |
| 77  | Ein lauschiges Plätzchen                                    | 27. Mai 2014                |
| 78  | Die Kuchenbäcker                                            | 27. Mai 2014                |

## Synchronisation
Die deutsche Synchronisation entstand unter der Dialogregie von Mario von Jascheroff durch die Synchronfirma EuroSync GmbH in Berlin.
| Rolle                 | Deutscher Sprecher   |
| --------------------- | -------------------- |
| Wickie                | Ben Hadad            |
| Halvar                | Tilo Schmitz         |
| Ylvi                  | Tabea Meifert        |
| Faxe                  | Tom Deininger        |
| Gorm                  | Tim Sander           |
| Urobe                 | Hasso Zorn           |
| Snorre                | Gerald Schaale       |
| Der schreckliche Sven | Marco Kröger         |
| Ylva                  | Arianne Borbach      |
| Tjure                 | Stefan Staudinger    |
| Gilby                 | Cedric Eich          |
| Pokka                 | Joachim Kaps         |
| Ulme                  | Rainer Fritzsche     |
| Gunnar                | Timur Bartels        |
| Karl                  | Vincent Borko        |
| Baltac                | Klaus-Dieter Klebsch |

## Veröffentlichung
Die Serie wurde bisher auf ZDF und KiKA gesendet und am 18. April 2014 erstausgestrahlt. Seit dem 1. Oktober 2014 läuft die Serie auch im Pay-TV auf Junior.